# Compass
Compass, vanligen förkortat CNSS (efter Compass Navigation Satellite System) och även kallat Beidou-2 (北斗二号, BD2), är ett kinesiskt system för satellitnavigering. Det utgörs inte av en utökning av det tidigare Beidou-1-systemet, utan är ett helt nytt system som liknar Galileo och GPS. Konstellationen av satelliter som stödjer Compass kommer att omfatta 35 satelliter, varav 5 i geostationär bana och 30 i MEO-bana.